# Třída Farragut (1934)
Třída Farragut byla lodní třída torpédoborců námořnictva Spojených států amerických. Celkem bylo postaveno osm jednotek této třídy. Všechny byly nasazeny ve druhé světové válce. Tři byly za války ztraceny a zbylé po válce sešrotovány.

## Stavba
Celkem bylo postaveno osm jednotek této třídy. Na jejich stavbě se podílelo šest amerických loděnic. Po dvou jednotkách postavily loděnice Boston Navy Yard v Bostonu a Brooklyn Navy Yard v New Yorku. Po jedné jednotce postavily loděnice Bethlehem Fore River Shipyard v Quincy, Bath Iron Works v Bathu, Puget Sound Navy Yard v Bremertonu a Philadelphia Naval Shipyard ve Filadelfii. Stavba jednotlivých lodí byla zahájena mezi lety 1932–1934. Do aktivní služby torpédoborce vstupovaly v letech 1934–1935.
Jednotky třídy Farragut:
| Jméno               | Loděnice               | Zahájení stavby | Spuštění na vodu  | Zařazena do služby | Osud |
| ------------------- | ---------------------- | --------------- | ----------------- | ------------------ | --- |
| Farragut (DD-348)   | Bethlehem Steel        | 1932            | 15. března 1934   | červen 1934        | Vyškrtnut 1947.                                                                                                   |
| Dewey (DD-349)      | Bath Iron Works        | 1932            | 28. července 1934 | říjen 1934         | Vyškrtnut 1945.                                                                                                   |
| Hull (DD-350)       | Brooklyn Navy Yard     | 1933            | 31. ledna 1934    | leden 1935         | Dne 8. prosince 1944 ve Filipínském moři potopen tropickou cyklónou Cobra.                                        |
| MacDonough (DD-351) | Boston Navy Yard       | 1933            | 22. srpna 1934    | březen 1935        | Dne 10. května 1943 těžce poškozen při kolizi v torpédoborcem USS Sicard. Vyřazen do konce války. Vyškrtnut 1945. |
| Worden (DD-352)     | Puget Sound Navy Yard  | 1932            | 27. října 1934    | leden 1935         | Dne 12. ledna 1943 ztroskotal na aleutském ostrově Amčitka.                                                       |
| Dale (DD-353)       | Brooklyn Navy Yard     | 1934            | 23. ledna 1935    | červen 1935        | Vyškrtnut 1945.                                                                                                   |
| Monaghan (DD-354)   | Boston Navy Yard       | 1933            | 9. ledna 1935     | duben 1935         | Dne 8. prosince 1944 ve Filipínském moři potopen tropickou cyklónou Cobra.                                        |
| Aylwin (DD-355)     | Philadelphia Navy Yard | 1934            | 10. července 1934 | březen 1935        | Vyškrtnut 1945.                                                                                                   |

## Konstrukce

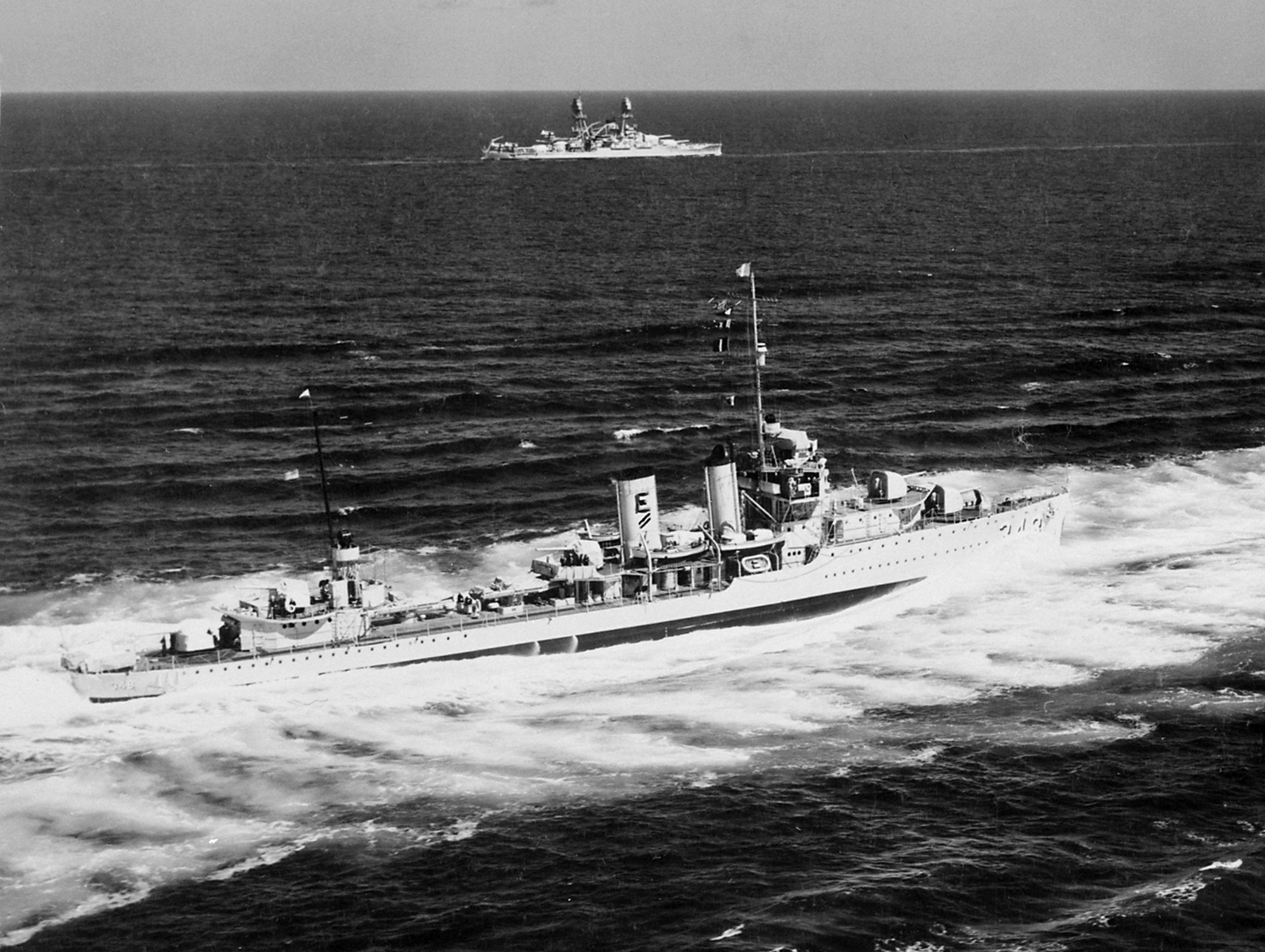
USS Farragut (DD-348)

Základní výzbroj tvořilo pět 127mm kanónů v jednohlavňových postaveních. Dva se nacházely na přídi, jeden na plošině za druhým komínem a dva na zádi (přední dvě děla byla kryta štítem). Protiletadlovou výzbroj představovaly čtyři 12,7mm kulomety. Na palubě byly též dva čtyřhlavňové 533mm torpédomety, umístěné v ose lodi. Pohonný systém tvořily čtyři kotle Yarrow a dvě parní turbíny Curtiss o výkonu 42 800 hp, pohánějící dva lodní šrouby. Nejvyšší rychlost dosahovala 36,5 uzlu. Dosah byl 6500 námořních mil při rychlosti dvanáct uzlů.

### Modifikace
Během války byla protiletadlová výzbroj posilována a na jejím konci ji tak tvořily až čtyři 40mm a čtyři 20mm kanóny.

## Operační nasazení

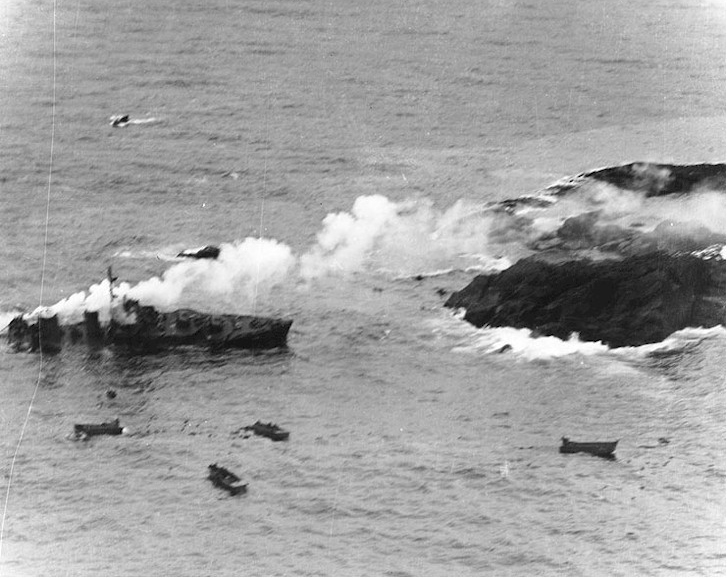
USS Worden (DD-352) po ztroskotání

Celá třída byla nasazena v bojích druhé světové války. Napadení Pearl Harboru japonským palubním letectvem dne 7. prosince 1941 bylo přítomno všech osm torpédoborců, tvořících zde 1. eskadru torpédoborců. Monaghan přitom objevil a potopil japonskou miniponorku.
Dále operovaly na pacifickém válčišti, například se zapojily do bitvy v Korálovém moři, bitvy u Midway, kampaně na Šalomounových ostrovech a do aleutské kampaně. Worden přitom na aleutském ostrově Amčitka v lednu 1943 ztroskotal a musel být opuštěn. Naopak Monaghan a Dale březnu 1943 bojovaly v bitvě u Komandorských ostrovů.
Hull a Monaghan byly ztraceny ve Filipínském moři, když zde americký svaz Task Force 38 dne 18. prosince 1944 zastihla tropická cyklóna Cobra (třetí ztracenou lodí byl torpédoborec Spence).
Farragut, Hewey, MacDonough, Dale a Aylwin válku přečkaly a byly vyřazeny bezprostředně po jejím skončení. Poté skončily v hutích.